# Starkertshofen
Starkertshofen ist ein Ortsteil des Marktes Reichertshofen im oberbayerischen Landkreis Pfaffenhofen an der Ilm. 

## Geographie und Verkehrsanbindung
Das Kirchdorf Starkertshofen liegt südwestlich des Kernortes Reichertshofen am linken Ufer und dem etwas steileren Talhang der in breiter Talebene durch Reichertshofen zur Donau hin ziehenden Paar. In etwas Abstand vom Gegenufer läuft die B 300, in die von Norden her über eine Flussbrücke hinweg die B 13 einmündet.

## Gemeindezugehörigkeit
Starkertshofen war ein Ortsteil der Gemeinde Gotteshofen, die sich am 1. Mai 1971 mit allen Ortsteilen der Marktgemeinde Reichertshofen anschloss.

## Sehenswürdigkeiten
In der Liste der Baudenkmäler in Reichertshofen ist für Starkertshofen die katholische Filialkirche St. Jakobus als Baudenkmal aufgeführt. Die verputzte Saalkirche mit einem Satteldach stammt aus dem 17. Jahrhundert.

## Bodendenkmäler
Siehe: Liste der Bodendenkmäler in Reichertshofen